# Onchidiopsis
Onchidiopsis is een geslacht van weekdieren uit de klasse van de Gastropoda (slakken).

## Soorten
- Onchidiopsis brevipes Derjugin, 1937
- Onchidiopsis carnea Bergh, 1853
- Onchidiopsis clarki Behrens, Ornelas & Valdés, 2014
- Onchidiopsis corys Balch, 1910
- Onchidiopsis glacialis (M. Sars, 1851)
- Onchidiopsis groenlandica Bergh, 1853
- Onchidiopsis gurjanovi Derjugin, 1937
- Onchidiopsis hannai Dall, 1916
- Onchidiopsis kingmaruensis Russell, 1942
- Onchidiopsis longipes Derjugin, 1937
- Onchidiopsis maculata Derjugin, 1937
- Onchidiopsis nadinae Derjugin, 1937
- Onchidiopsis spitzbergensis Jensen in Thorson, 1944
- Onchidiopsis ushakovi Derjugin, 1937
- Onchidiopsis variegata Derjugin, 1937
- Onchidiopsis zachsi Derjugin, 1937